# Aon Rud Persanta
"Aon Rud Persanta" (Irlandês para Nada Pessoal) é o décimo primeiro episódio da sexta temporada da série de televisão dramática Sons of Anarchy. O 77º episódio no total, foi ao ar na FX em 19 de novembro de 2013. O episódio foi escrito por Chris Collins e Kurt Sutter, o criador da série original, e dirigido por Peter Weller.
Este episódio marca a aparição final de Clay Morrow (Ron Perlman).

## Enredo
Tara acorda no quarto de Abel e percebe que Jax não dormiu em sua cama. Rat informa a ela que Jax não quer mais que as crianças frequentem a creche de St. Thomas. Jax se encontra com a promotora Patterson e recebe os acordos de imunidade preparados para o clube e para Tara. Ele pede a ela para encontrar Galen em um galpão entre 12h e 13h, avisando que ele estará bem armado. Gemma e Nero cuidam de Wendy enquanto ela se recupera, e Nero incentiva Gemma a levar Wendy para a reabilitação. Gemma revela que ela odiava Clay, mas Nero pede que ela considere mostrar misericórdia a Tara. Tara encontra seu novo advogado e descobre que seu testemunho sobre o falso aborto pode prejudicar sua defesa. Os Sons se preparam para uma operação para resgatar Clay, enquanto Tara vai buscar seus filhos. Jax faz um acordo com a promotora Patterson para entregar Galen. No galpão, eles realizam um plano para enganar a polícia e matam Galen e seus homens. Tara é chamada para ajudar Bobby, que foi baleado durante a operação. Patterson oferece a Tara um acordo, mas ela precisa fornecer evidências de um crime federal para obter proteção de testemunhas. Jax mata Clay para garantir a segurança do clube. Jax e Tara concordam que o relacionamento deles trouxe consequências perigosas. A história termina com Tara avaliando suas opções para o futuro.

## Recepção

### Recepção crítica
Em uma crítica feita por Diana Steenbergen para o IGN, o episódio recebeu uma avaliação de 9,5/10, afirmando: "Um episódio poderoso de Sons of Anarchy entregou mais de um momento chocante, com foco em Jax encerrando os negócios do SAMCRO tanto com Clay Morrow quanto com o tráfico de armas irlandês."

### Audiência
O episódio teve 4,17 milhões de telespectadores em sua exibição original nos Estados Unidos.